# Unterengstringen
Unterengstringen is een gemeente en plaats in het Zwitserse kanton Zürich, en maakt deel uit van het district Dietikon.
Unterengstringen telt 2900 inwoners.